# Campeonato Paranaense de Futebol de 2025
O Campeonato Paranaense de 2025 foi a 111.ª edição desta competição futebolística organizada pela Federação Paranaense de Futebol (FPF).
O campeonato foi vencido pelo Operário Ferroviário, que derrotou o Maringá Futebol Clube, numa partida que foi aos pênaltis, e o time ponta-grossense levou a melhor.

## Formato
O Campeonato Paranaense é disputado em duas fases. Na primeira, todos os times jogam entre si em turno único, e os oito melhores avançam para o mata-mata. Nas quartas, semifinais e finais, os confrontos são em jogos de ida e volta, com o time de melhor campanha geral decidindo em casa. Os dois últimos colocados na fase inicial são rebaixados para a Campeonato Paranaense de Futebol - Segunda Divisão.
Um diferencial dessa edição é que o seu primeiro jogo será entre o campeão do Campeonato Paranaense de Futebol e o campeão do Campeonato Paranaense de Futebol - Segunda Divisão do ano anterior, na casa do campeão da primeira divisão, valendo o título e o troféu do Jogo dos Campeões Paranaenses.

## Equipes participantes
| Clube        | Cidade               | Em 2024              | Estádio                        | Capacidade | Títulos             | Participações |
| ------------ | -------------------- | -------------------- | ------------------------------ | ---------- | ------------------- | ------------- |
| Andraus      | Campo Largo          | 9º                   | Vila Olímpica do Boqueirão     | 20.083     | 0 (não possui)      | 2             |
| Athletico-PR | Curitiba             | 1º                   | Arena da Baixada               | 42.372     | 28 (último em 2024) | 91            |
| Azuriz       | Pato Branco          | 6º                   | Os Pioneiros                   | 1.500      | 0 (não possui)      | 4             |
| Cianorte     | Cianorte             | 8º                   | Albino Turbay                  | 4.300      | 0 (não possui)      | 20            |
| Coritiba     | Curitiba             | 3º                   | Couto Pereira                  | 40.512     | 39 (último em 2022) | 101           |
| Cascavel     | Cascavel             | 5º                   | Olímpico Regional              | 28.125     | 0 (não possui)      | 11            |
| Londrina     | Londrina             | 7º                   | Estádio VGD                    | 11.000     | 5 (último em 2021)  | 51            |
| Maringá      | Maringá              | 2º                   | Willie Davids                  | 21.000     | 0 (não possui)      | 10            |
| Operário     | Ponta Grossa         | 4º                   | Germano Krüger                 | 10.632     | 1 (último em 2015)  | 53            |
| Paraná Clube | Curitiba             | 1º (2º divisão 2024) | Vila Capanema                  | 17.140     | 7 (último em 2006)  | 33            |
| Rio Branco   | Paranaguá            | 2º (2º divisão 2024) | Estádio Fernando Charbub Farah | 12.218     | 0 (não possui)      | 56            |
| São-Joseense | São José dos Pinhais | 10º                  | Estádio do Pinhão              | 4.047      | 0 (não possui)      | 3             |

## Primeira fase
| Pos | Equipe               | Pts | J  | V | E | D | GP | GC | SG  | Classificação ou descenso    |   | OPF | ATH | CTB | LON | CIA | MAR | AZU | SJO | CAS | AND | RBR | PAR |
| --- | -------------------- | --- | -- | - | - | - | -- | -- | --- | ---------------------------- | - | --- | --- | --- | --- | --- | --- | --- | --- | --- | --- | --- | --- |
| 1   | Operário-PR          | 22  | 11 | 6 | 4 | 1 | 18 | 7  | +11 | Próxima fase                 |   | —   | –   | –   | 0–1 | –   | 3–1 | –   | 3–0 | 2–0 | 1–0 | 2–0 | –   |
| 2   | Athletico Paranaense | 22  | 11 | 6 | 4 | 1 | 19 | 9  | +10 | Próxima fase                 |   | 1–1 | —   | –   | –   | 1–1 | –   | –   | 3–1 | 0–0 | –   | 5–1 | 2–1 |
| 3   | Coritiba             | 20  | 11 | 6 | 2 | 3 | 19 | 8  | +11 | Próxima fase                 |   | 1–1 | 0–0 | —   | 0–2 | –   | –   | –   | 3–0 | –   | 4–0 | 4–0 | –   |
| 4   | Londrina             | 20  | 11 | 6 | 2 | 3 | 16 | 10 | +6  | Próxima fase                 |   | –   | 0–1 | –   | —   | –   | 2–3 | 2–1 | –   | –   | 2–1 | –   | 2–0 |
| 5   | Cianorte             | 17  | 11 | 5 | 2 | 4 | 18 | 13 | +5  | Próxima fase                 |   | 2–2 | –   | 4–1 | 1–2 | —   | –   | –   | –   | 2–1 | –   | –   | 2–0 |
| 6   | Maringá              | 16  | 11 | 5 | 1 | 5 | 18 | 15 | +3  | Próxima fase                 |   | –   | 2–3 | 0–2 | –   | 0–1 | —   | 3–0 | 2–1 | –   | –   | 4–0 | –   |
| 7   | Azuriz               | 15  | 11 | 5 | 0 | 6 | 8  | 13 | −5  | Próxima fase                 |   | 0–2 | 1–0 | 0–2 | –   | 2–0 | –   | —   | 1–0 | –   | –   | –   | 1–0 |
| 8   | São Joseense         | 13  | 11 | 4 | 1 | 6 | 13 | 21 | −8  | Próxima fase                 |   | –   | –   | –   | 2–1 | 1–5 | –   | –   | —   | 1–1 | –   | 2–0 | 2–1 |
| 9   | FC Cascavel          | 13  | 11 | 3 | 4 | 4 | 7  | 10 | −3  |                              |   | –   | –   | 1–0 | 0–0 | –   | 2–0 | 1–0 | –   | —   | 0–2 | 1–3 | –   |
| 10  | Andraus              | 10  | 11 | 3 | 1 | 7 | 9  | 19 | −10 |                              | – | 1–3 | –   | –   | 1–0 | 1–3 | 2–0 | 1–3 | –   | —   | –   | –   |     |
| 11  | Rio Branco-PR        | 10  | 11 | 3 | 1 | 7 | 11 | 22 | −11 | Rebaixados à Série B de 2026 |   | –   | –   | –   | 1–1 | 2–0 | –   | 1–2 | –   | –   | 3–0 | —   | 0–1 |
| 12  | Paraná               | 7   | 11 | 1 | 4 | 6 | 4  | 13 | −9  | Rebaixados à Série B de 2026 |   | 1–1 | –   | 0–2 | –   | –   | 0–0 | –   | –   | 0–0 | 0–0 | –   | —   |

## Fase Final
Em itálico, as equipes que possuem o mando de campo no primeiro confronto e em negrito as equipes vencedoras.
|  | Quartas de final             | Quartas de final             | Quartas de final             | Quartas de final             |       |                   | Semifinais       | Semifinais       | Semifinais       | Semifinais       |  |         | Final            | Final            | Final            | Final            |  |  |
|  | 21 de fevereiro a 9 de março | 21 de fevereiro a 9 de março | 21 de fevereiro a 9 de março | 21 de fevereiro a 9 de março |       |                   | 15 a 19 de março | 15 a 19 de março | 15 a 19 de março | 15 a 19 de março |  |         | 22 e 29 de março | 22 e 29 de março | 22 e 29 de março | 22 e 29 de março |  |  |
|  |                              |                              |                              |                              |       |                   |                  |                  |                  |                  |  |         |                  |                  |                  |                  |  |  |
|  | Maringá                      | 2                            | 1                            | 3                            |       |                   |                  |                  |                  |                  |  |         |                  |                  |                  |                  |  |  |
|  | Coritiba                     | 0                            | 1                            | 1                            |       |                   |                  |                  |                  |                  |  |         |                  |                  |                  |                  |  |  |
|  | Coritiba                     | 0                            | 1                            | 1                            |       | Maringá           | 1                | 3                | 4                |                  |  |         |                  |                  |                  |                  |  |  |
|  |                              |                              |                              |                              |       | Maringá           | 1                | 3                | 4                |                  |  |         |                  |                  |                  |                  |  |  |
|  |                              | Athletico Paranaense         | 1                            | 0                            | 1     |                   |                  |                  |                  |                  |  |         |                  |                  |                  |                  |  |  |
|  | Azuriz                       | Athletico Paranaense         | 1                            | 0                            | 1     | 0                 | 0                | 0                |                  |                  |  |         |                  |                  |                  |                  |  |  |
|  | Azuriz                       |                              |                              |                              |       | 0                 | 0                | 0                |                  |                  |  |         |                  |                  |                  |                  |  |  |
|  | Athletico Paranaense         | 0                            | 3                            | 3                            |       |                   |                  |                  |                  |                  |  |         |                  |                  |                  |                  |  |  |
|  | Athletico Paranaense         | 0                            | 3                            | 3                            |       |                   |                  |                  |                  |                  |  | Maringá | 2                | 1                | 3 (4)            |                  |  |  |
|  |                              |                              |                              |                              |       |                   |                  |                  |                  |                  |  | Maringá | 2                | 1                | 3 (4)            |                  |  |  |
|  |                              | Operário-PR (pen)            | 2                            | 1                            | 3 (5) |                   |                  |                  |                  |                  |  |         |                  |                  |                  |                  |  |  |
|  | São Joseense                 | Operário-PR (pen)            | 2                            | 1                            | 3 (5) | 1                 | 1                | 2 (5)            |                  |                  |  |         |                  |                  |                  |                  |  |  |
|  | São Joseense                 |                              |                              |                              |       | 1                 | 1                | 2 (5)            |                  |                  |  |         |                  |                  |                  |                  |  |  |
|  | Operário-PR (pen)            | 1                            | 1                            | 2 (6)                        |       |                   |                  |                  |                  |                  |  |         |                  |                  |                  |                  |  |  |
|  | Operário-PR (pen)            | 1                            | 1                            | 2 (6)                        |       | Operário-PR (pen) | 0                | 2                | 2 (4)            |                  |  |         |                  |                  |                  |                  |  |  |
|  |                              |                              |                              |                              |       | Operário-PR (pen) | 0                | 2                | 2 (4)            |                  |  |         |                  |                  |                  |                  |  |  |
|  |                              | Londrina                     | 1                            | 1                            | 2 (1) |                   |                  |                  |                  |                  |  |         |                  |                  |                  |                  |  |  |
|  | Cianorte                     | Londrina                     | 1                            | 1                            | 2 (1) | 0                 | 0                | 0                |                  |                  |  |         |                  |                  |                  |                  |  |  |
|  | Cianorte                     |                              |                              |                              |       | 0                 | 0                | 0                |                  |                  |  |         |                  |                  |                  |                  |  |  |
|  | Londrina                     | 2                            | 2                            | 4                            |       |                   |                  |                  |                  |                  |  |         |                  |                  |                  |                  |  |  |

### Final
Ida
| 22 de março | Maringá | 2 − 2 | Operário-PR | Estádio Willie Davids, Maringá |
| 16:00       |         |       |             | Árbitro: PR Lucas Casagrande   |

Volta
| 29 de março | Operário-PR | 1 − 1 | Maringá | Germano Kruger, Ponta Grossa |
| 16:00       |             |       |         |                              |

|                                                            |       | Penalidades                                       |  |
| Daniel Amorim Neto Paraíba Cris Silva Boschilia Jean Lucas | 5 – 4 | Maranhão Edison Negueba Bruno Cheron Júlio Ronald |  |

## Estatísticas

### Artilharia
| Pos. | Jogador           | Equipe               | Gols |
| ---- | ----------------- | -------------------- | ---- |
| 1    | Iago Teles        | Londrina             | 8    |
| 1    | Moraes            | Maringá              | 8    |
| 3    | Dellatorre        | Coritiba             | 6    |
| 4    | Luiz Fernando     | Athletico Paranaense | 5    |
| 4    | Pablo             | Londrina             | 5    |
| 4    | Gabriel Boschilia | Operário-PR          | 5    |
| 5    | Alan Kardec       | Athletico Paranaense | 4    |
| 5    | Di Yorio          | Athletico Paranaense | 4    |
| 5    | Josiel            | FC Cascavel          | 4    |
| 5    | Mingotti          | Operário-PR          | 4    |

## Público

### Maiores Públicos Pagantes
Estes são os dez maiores públicos pagantes do campeonato, sem considerar as partidas com portões fechados ou sem público pagante
| N.º | Público | Mandante             | Placar | Visitante            | Estádio       | Data            | Rodada    | Ref.   |
| --- | ------- | -------------------- | ------ | -------------------- | ------------- | --------------- | --------- | ------ |
| 1   | 25 328  | Athletico Paranaense | 2–1    | Paraná               | Ligga Arena   | 11 de janeiro   | 1ª        | [ 3 ]  |
| 2   | 22 279  | Coritiba             | 0–0    | Athletico Paranaense | Couto Pereira | 25 de janeiro   | 5ª        | [ 4 ]  |
| 3   | 20 360  | Athletico Paranaense | 0–3    | Maringá              | Ligga Arena   | 19 de março     | Semifinal | [ 5 ]  |
| 4   | 17 963  | Athletico Paranaense | 3–0    | Azuriz               | Ligga Arena   | 8 de março      | Quartas   | [ 6 ]  |
| 5   | 16 745  | Athletico Paranaense | 1–1    | Operário-PR          | Ligga Arena   | 22 de janeiro   | 4ª        | [ 7 ]  |
| 6   | 15 679  | Maringá              | 2–2    | Operário-PR          | Willie Davids | 22 de março     | Final     | [ 8 ]  |
| 7   | 14 991  | Athletico Paranaense | 5–1    | Rio Branco-PR        | Ligga Arena   | 14 de janeiro   | 2ª        | [ 9 ]  |
| 8   | 14 421  | Coritiba             | 1–1    | Maringá              | Couto Pereira | 9 de março      | Quartas   | [ 10 ] |
| 9   | 14 266  | Coritiba             | 1–1    | Operário-PR          | Couto Pereira | 11 de fevereiro | 10ª       | [ 11 ] |
| 10  | 13 295  | Athletico Paranaense | 0–0    | FC Cascavel          | Ligga Arena   | 12 de fevereiro | 10ª       | [ 12 ] |

### Menores Públicos Pagantes
Estes são os dez menores públicos pagantes do campeonato, sem considerar as partidas com portões fechados ou sem público pagante
| N.º | Público | Mandante     | Placar | Visitante            | Estádio           | Data            | Rodada | Ref.   |
| --- | ------- | ------------ | ------ | -------------------- | ----------------- | --------------- | ------ | ------ |
| 1   | 99      | Andraus      | 1–0    | Cianorte             | Atilio Gionedis   | 8 de fevereiro  | 9ª     | [ 13 ] |
| 2   | 184     | Andraus      | 2–0    | Azuriz               | Vila Capanema     | 15 de janeiro   | 2ª     | [ 14 ] |
| 3   | 299     | Andraus      | 1–3    | São Joseense         | Atilio Gionedis   | 15 de fevereiro | 11ª    | [ 15 ] |
| 4   | 312     | São Joseense | 1–1    | FC Cascavel          | Estádio do Pinhão | 23 de janeiro   | 4ª     | [ 16 ] |
| 5   | 445     | Andraus      | 1–3    | Maringá              | Ligga Arena       | 26 de janeiro   | 5ª     | [ 17 ] |
| 6   | 525     | Azuriz       | 2–0    | Cianorte             | Os Pioneiros      | 15 de fevereiro | 11ª    | [ 18 ] |
| 7   | 599     | Cianorte     | 2–2    | Operário-PR          | Albino Turbay     | 5 de fevereiro  | 8ª     | [ 19 ] |
| 8   | 637     | São Joseense | 1–5    | Cianorte             | Estádio do Pinhão | 18 de janeiro   | 3ª     | [ 20 ] |
| 9   | 827     | Cianorte     | 2–1    | FC Cascavel          | Albino Turbay     | 12 de janeiro   | 1ª     | [ 21 ] |
| 10  | 851     | Azuriz       | 1–0    | Athletico Paranaense | Os Pioneiros      | 18 de janeiro   | 3ª     | [ 22 ] |

### Médias de público
Estas são as médias de público dos clubes no campeonato. Considera-se apenas os jogos da equipe como mandante e o público pagante:
| Pos.  | Time                 | Média  | Total   | Mandos | Maior  | Menor  |
| ----- | -------------------- | ------ | ------- | ------ | ------ | ------ |
| 1     | Athletico Paranaense | 16 762 | 134 101 | 8      | 25 328 | 12 162 |
| 2     | Coritiba             | 13 339 | 93 376  | 7      | 22 279 | 8 640  |
| 3     | Paraná               | 8 337  | 41 684  | 5      | 12 524 | 3 017  |
| 4     | Maringá              | 6 593  | 59 334  | 9      | 15 679 | 2 808  |
| 5     | Londrina             | 4 398  | 30 784  | 7      | 10 034 | 1 908  |
| 6     | Operário-PR          | 4 370  | 39 329  | 9      | 10 153 | 2 793  |
| 7     | Rio Branco-PR        | 3 234  | 16 168  | 5      | 4 366  | 2 180  |
| 8     | FC Cascavel          | 1 751  | 10 504  | 6      | 2 893  | 1 078  |
| 9     | São Joseense         | 1 675  | 10 052  | 6      | 2 984  | 312    |
| 10    | Azuriz               | 1 467  | 10 267  | 7      | 2 810  | 525    |
| 11    | Cianorte             | 1 019  | 6 115   | 6      | 1 286  | 599    |
| 12    | Andraus              | 535    | 2 676   | 5      | 1 649  | 99     |
| Total | Total                | 5 680  | 454 390 | 80     | 25 328 | 99     |

## Premiação
| Campeonato Paranaense de Futebol de 2025 |
| ---------------------------------------- |
| Operário-PR Campeão (2.º título)         |